# Quinn Simmons
Quinn Simmons (* 8. Mai 2001 in Durango, Colorado) ist ein US-amerikanischer Radrennfahrer.

## Sportlicher Werdegang
Seine sportliche Laufbahn begann Quinn Simmons beim Skibergsteigen. Bei der Weltmeisterschaft im Skibergsteigen 2017 gewann er die Bronzemedaille im Sprint in der Klasse der Cadetten (15–17 Jahre).
2018 startete Quinn Simmons als Radsportler sowohl bei Rennen auf der Straße als auch auf dem Mountainbike und wurde US-amerikanischer Junioren-Meister im Straßenrennen und auf dem Mountainbike in der Disziplin Cross-country. Zudem wurde er Dritter der Junioren Ausgabe von Gent–Wevelgem (Grote Prijs André Noyelle) und gewann eine Etappe der Saarland Trofeo, bei der er sich auch die Punktewertung sicherte. Am Ende der Saison sicherte er sich die Bergwertung der Ronde des Vallées. Im Jahr 2019 wechselte er komplett auf die Straße, wo er zahlreiche Erfolge einfahren konnte. Nach Platz drei im Vorjahr gewann er die Junioren Ausgabe von Gent–Wevelgem und holte drei Etappensiege sowie den Gesamtsieg bei der SPIE Internationale Juniorendriedaagse. Bei der Tour du Pays de Vaud holte er einen Etappensieg und die Punktewertung und dominierte im Anschluss den Grand Prix Rüebliland, wo er zwei der vier Etappen gewann und nie schlechter als Zweiter wurde. Nachdem er die Gesamtwertung der Schweizer Nachwuchsrundfahrt für sich entschieden hatte, war er auch beim Keizer der Juniores in Belgien erfolgreich und gewann eine Etappe, die Bergwertung und die Gesamtwertung. Als US-amerikanischer Junioren-Meister im Einzelzeitfahren belegte er im Zeitfahrbewerb der Straßenweltmeisterschaften den vierten Rang in der Klasse der Junioren. Im anschließenden Straßenrennen setzte er sich rund 30 Kilometer vor dem Ziel von den restlichen Fahrern ab und krönte sich zum ersten US-amerikanischen Junioren-Weltmeister seit dem Jahr 1991. Daraufhin erhielt er als jüngster Fahrer einen Vertrag beim UCI World Team Trek-Segafredo für die ersten zwei Jahre im Erwachsenenbereich.
In der Saison 2020 belegte Simmons in seinem ersten UCI-WorldTour-Wettbewerb, der Polen-Rundfahrt, den 16. Rang in der Gesamtwertung und wurde im folgenden WorldTour-Rennen, der Bretagne Classic Ouest-France, Sechster. Bei der Tour de Hongrie wurde er Zweiter der Gesamtwertung. Seine ersten internationalen Elitesiege war der Gesamterfolg und ein Etappensieg bei der Tour de Wallonie 2021, einer Rundfahrt der UCI ProSeries. Weiters gab Simmons im Jahr 2021 sein Grand-Tour-Debüt im Rahmen der Vuelta a España. Auf der 19. Etappe wurde er Dritter im Sprint aus der Ausreißergruppe und belegte schlussendlich den 124. Gesamtrang. Im Jahr 2022 zeigte Simmons mit Rang sieben bei der Strade Bianche auf. Nachdem er die Bergwertungen von Tirreno–Adriatico und der Tour de Suisse gewonnen hatte, ging er bei der Tour de France 2022 an den Start, die er auf Platz 66 abschloss. Am Ende der Saison wurde er Achter der ersten Maryland Cycling Classic. 

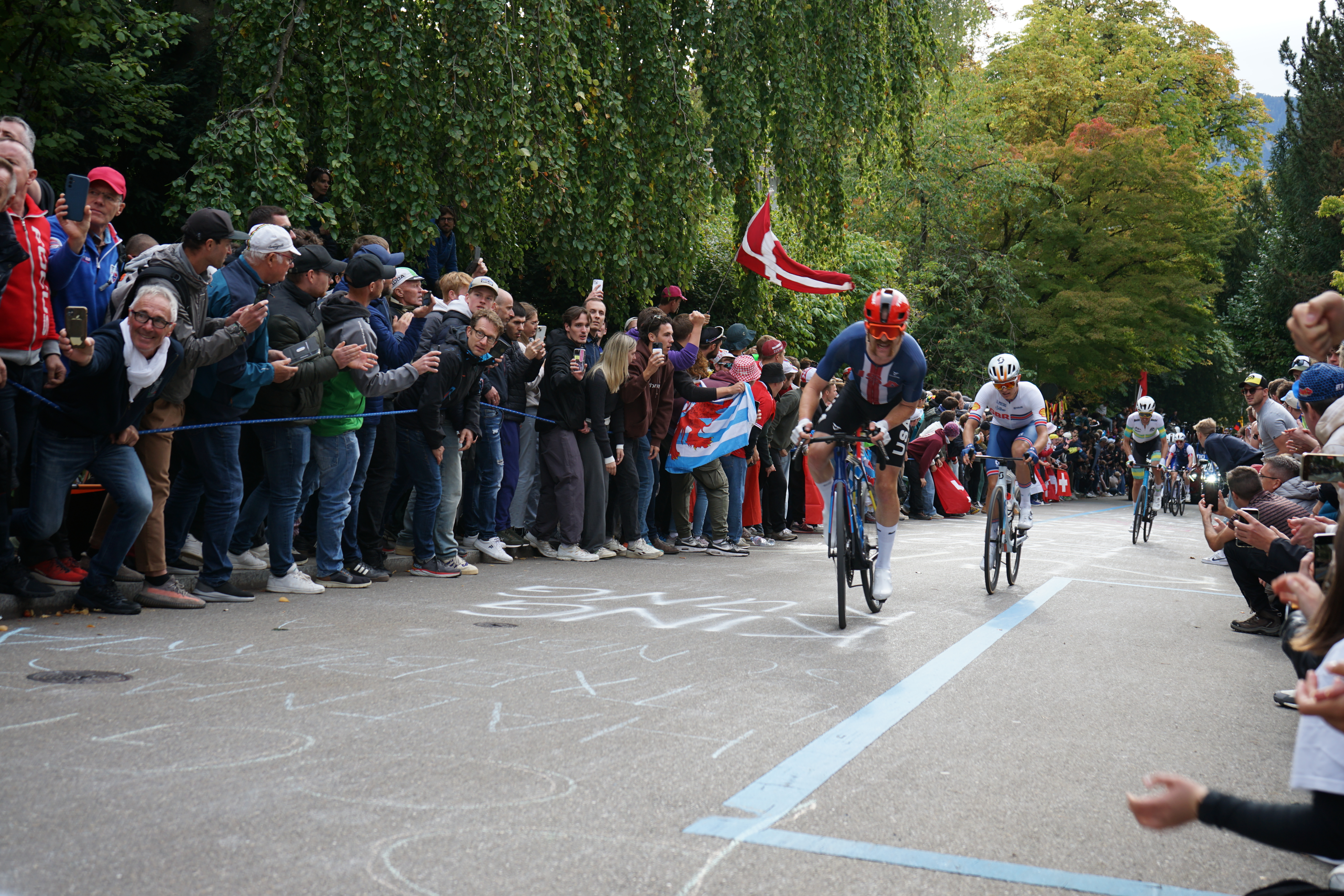
Quinn Simmons in einem Anstieg auf der letzten Runde bei der Weltmeisterschaft 2024 (9. Schlussrang)

Im Jahr 2023 gewann Quinn Simmons bei seinem ersten Saisonrennen, der Vuelta a San Juan Internacional eine Etappe und belegte den 10. Gesamtrang. Bei der Tour de Suisse 2023 absolvierte er die Abfahrt des Albulapass hinter dem Schweizer Gino Mäder und sah als dieser von der Straße abkam und tags drauf im Krankenhaus verstarb. Simmons verließ daraufhin die Rundfahrt und reiste in seine Heimat zurück, unentschlossen ob er seine Karriere fortsetzen sollte. In den USA gewann er im Anschluss das Straßenrennen der nationalen Meisterschaften und kehrte wenig später nach Europa zurück um die Tour de France 2023 zu bestreiten. Auf der 5. Etappe stürzte Simmons und verließ die Frankreich-Rundfahrt im Vorfeld der 9. Etappe.
Nach einer sieglosen Saison 2024 gewann er die 6. Etappe der Katalonien-Rundfahrt, die aufgrund des starken Windes reduziert wurde und nicht ins Gesamtklassement einfloss. Im Juni entschied er einen Abschnitt der Tour de Suisse aus der Ausreißergruppe für sich.

## Suspendierung
Im September 2020 wurde Simmons von seinem Team Trek-Segafredo suspendiert. Die Mannschaft teilte mit, dass er auf Twitter „spaltende, aufwieglerische und schädliche“ Kommentare bezüglich US-Präsident Donald Trump und der bevorstehenden Präsidentschaftswahl abgegeben habe, die das Team nicht trage. Dabei betonte er seine Unterstützung für Trump und schloss mit einem Emoji, das eine dunkelhäutige Hand zeigt. Dies wurde als ablehnende Haltung zur Black-Lives-Matter-Bewegung verstanden. Am Tag darauf entschuldigte sich Simmons für seinen Tweet. Er sei gegen Rassismus und habe sich nicht rassistisch äußern wollen. Die Suspendierung wurde im November 2020 durch das Team aufgehoben.

## Erfolge
2018
- eine Etappe und Punktewertung Saarland Trofeo
- US-amerikanischer Junioren-Meister – Straßenrennen
- US-amerikanischer Junioren-Meister – Cross-country (MTB)
- Bergwertung Ronde des Vallées

2019
- Gent–Wevelgem (Junioren)
- Gesamtwertung, zwei Etappen und Punktewertung Internationale Juniorendriedaagse
- eine Etappe und Punktewertung Tour du Pays de Vaud
- US-amerikanischer Junioren-Meister – Einzelzeitfahren
- Gesamtwertung und zwei Etappen Grand Prix Rüebliland
- Gesamtwertung, zwei Etappen und Bergwertung Keizer der Juniores
- Junioren-Weltmeister – Straßenrennen

2021
- Gesamtwertung, eine Etappe und Nachwuchswertung Tour de Wallonie

2022
- Bergwertung Tirreno–Adriatico
- Bergwertung Tour de Suisse

2023
- eine Etappe Vuelta a San Juan Internacional
- US-amerikanischer Meister – Straßenrennen

2025
- eine Etappe Katalonien-Rundfahrt
- US-amerikanischer Meister – Straßenrennen
- eine Etappe Tour de Suisse

## Grand Tours-Platzierungen
| Grand Tour            | 2021 | 2022 | 2023 | 2024 | 2025 |
| --------------------- | ---- | ---- | ---- | ---- | ---- |
| Giro d’ItaliaGiro     | 124  | –    | –    | –    | –    |
| Tour de FranceTour    | –    | 66   | DNF  | –    | 59   |
| Vuelta a EspañaVuelta | –    | –    | –    | –    | …    |